# Давэнькоу

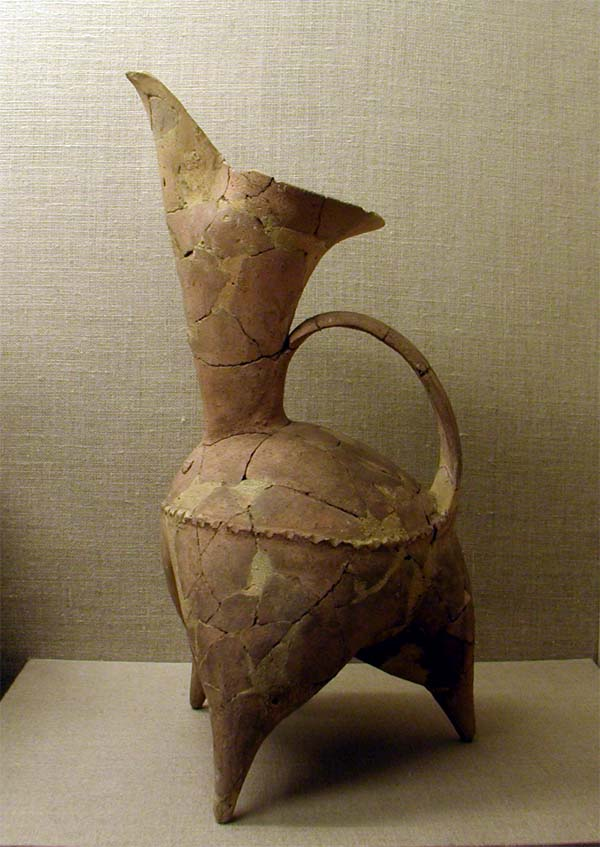
Гуй (鬹) — сосуд особой формы, культура Давэнькоу

Культура Давэнькоу (кит. упр. 大汶口文化, пиньинь dàwènkǒu wénhuà) — условное название группы общин, обитавших в эпоху неолита в основном на территории китайской провинции Шаньдун, а также частично на территории провинций Аньхой, Хэнань и Цзянсу в период 4100 — 2600 до н. э.. Данная культура сосуществовала с культурой Яншао. Для данной культуры характерны находки из бирюзы, нефрита и кости, а также наиболее ранние примеры аллигаторовых барабанов.
Обычно археологи подразделяют данную культуру на три фазы: ранняя (4100-3500 гг. до н. э.), средняя (3500-3000 гг. до н. э.) и поздняя (3000-2600 до н. э.). Если судить по погребальным дарам, на ранней стадии общество было в высокой степени эгалитарным (то есть без признаков социального расслоения). Для этой фазы характерны кубки с длинной ножкой («гу») с индивидуальным дизайном. На поздних этапах ранней фазы широкое распространение получают захоронения с выступами в земле. На средней фазе разнообразие погребальных даров всё ещё невелико, однако наблюдается различие по их количеству в разных могилах. На поздней фазе в захоронениях появляются деревянные гробы, наблюдается всё больше признаков социального расслоения, поскольку в одних могилах погребальные дары вообще отсутствуют, а в других их количество довольно велико.
Типовое местонахождение — Давэнькоу в округе Тайань, провинция Шаньдун, раскапывалось в 1959, 1974 и 1978 годах. Лишь средний слой Давэнькоу связан с данной культурой, тогда как более ранний — с культурой Бэйсинь, а более поздний — с ранним шаньдунским вариантом культуры Луншань.